# Niedersüßbach
Niedersüßbach ist ein Ortsteil der Gemeinde Obersüßbach im niederbayerischen Landkreis Landshut.

## Lage
Das Kirchdorf Niedersüßbach liegt in der Hallertau am Süßbach etwa einen Kilometer südöstlich von Obersüßbach.

## Geschichte
Hügelgräber bei Niedersüßbach aus der Zeit um 1800 bis 1200 v. Chr. weisen auf die frühe Besiedelung der Gegend hin. Im Jahre 814 vermachte ein adeliger Abt Richpald 14 Meierhöfe in Sezpah (Ober/Niedersüßbach) dem Kloster St. Emmeram in Regensburg. Von etwa 1060 an bis 1615 war die Familie Kärgel in Süßbach und Furth dominierend. 1599 gab es zwei ganze, drei halbe und vier viertel Höfe in der Hofmark Niedersüßbach. Nachfolger der Kärgl waren die Gumppenberg. Durch Heirat der Erbin Maria Johanna von Gumppenberg mit Johann Wilhelm von Lerchenfeld kamen die Besitztümer 1686 in die Hände der Lerchenfeld. Auf sie folgten 1793 die Freiherren von Wadenspann und danach die Freiherren von Hornstein.
Der Hornstein’schen Gutsherrschaft Niedersüßbach, die seit 1818 über ein gutsherrliches Gericht verfügte, wurde am 13. April 1821 die Erlaubnis zur Bildung eines Patrimonialgerichtes 2. Klasse auf Niedersüßbach gewährt. Niedersüßbach, obwohl Teil der Gemeinde Obersüßbach, gehörte bei der Gemeindebildung zunächst zum Landgericht Mallersdorf-Pfaffenberg, wurde aber am 28. Februar 1823 mit Abraham und Girstham dem Landgericht Moosburg zugeteilt.

## Sehenswürdigkeiten
- Filialkirche St. Johannes der Täufer. Die kleine Kirche ist eine mittelalterliche Anlage mit gotischem Turm, spätgotischem gewölbtem Chor und barockisiertem Schiff, das im Mauerwerk vielfach noch romanisch ist. Die Kirchenuhr wurde um 1920 entfernt. Im Inneren befindet sich eine spätgotische Holzfigur des hl. Florian um 1530 aus der Schule des Hans Leinberger.

## Vereine
- Freiwillige Feuerwehr Niedersüßbach